# Pénitents de neige

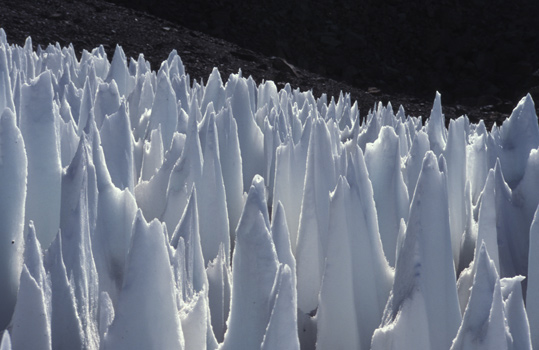
Pénitents au-dessus du Río Blanco, en Argentine.

Les pénitents de neige (d'après l'espagnol nieves penitentes), parfois nommés pénitents de glace, sont une formation de neige à des altitudes élevées et qui prend la forme de minces lames de neige ou de glace durcie, et dont les lames sont orientées dans la direction générale du soleil,. Leur nom vient de leur ressemblance avec les participants aux processions des pénitents de la Semaine sainte en Espagne qui portent une longue cagoule blanche pointue.
Ces pinacles de neige ou de glace se développent sur la plupart des zones glaciaires et enneigées des Andes au-dessus de l'altitude de 4 000 mètres, ainsi que sur tout massif montagneux dont les Alpes, l'Himalaya, le Kilimandjaro et le Karakoram. Leur taille varie de quelques centimètres à plus de cinq mètres.

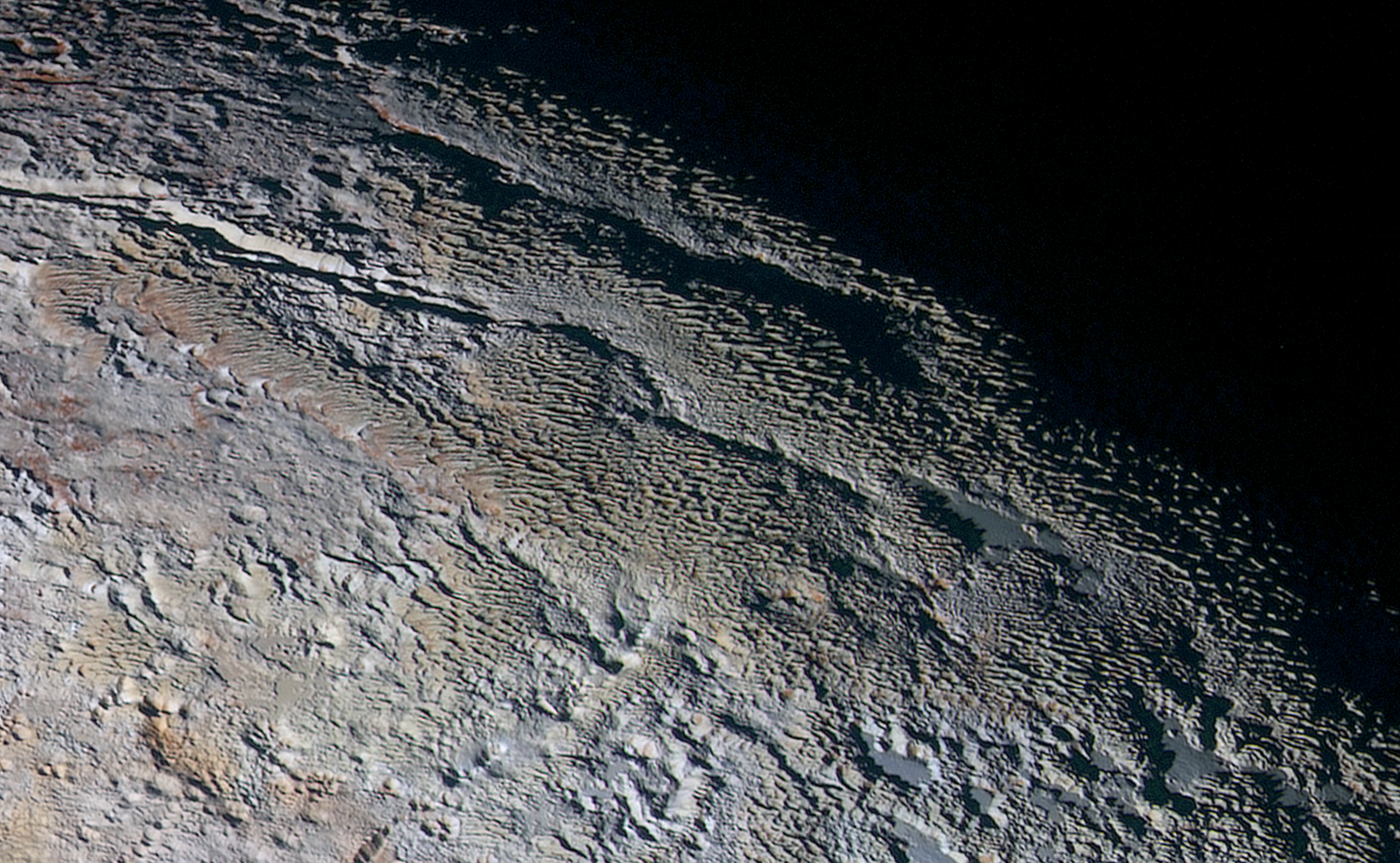
La région de Tartarus Dorsa par New Horizons montrant un relief particulier, proche des pénitents terrestres.

Ailleurs au sein du système solaire, sur la planète naine Pluton, des crêtes régulières, espacées de 3 000  à   7 000 m et séparées par des fossés profonds, typiquement de 300 m de la base à la crête et dépassant parfois les 1 000 m, ressemblant aux pénitents terrestres, ont été photographiées par la sonde New Horizons dans la région Tartarus Dorsa. Des simulations numériques reproduisent bien l'orientation trimodale (N-S, E-W et NE-SO) et l'espacement de ces formations, qui auraient commencé à se former il y a plusieurs dizaines de millions d'années,. Ces structures sont constituées de glace de méthane. Certaines anomalies des images radar de la surface d'Europe ont également été suspectées de représenter des pénitents, mais sans confirmation pour l'instant.

## Formation
La première description dans la littérature scientifique est celle de Charles Darwin en 1839 dans son livre « Journal of researches into the geology and natural history of the various countries visited by H. M. S. Beagle, under the command of Captain Fitz Roy, R.N., 1832 to 1836 ». Il y décrit comment le 22 mars 1835, il avait dû se frayer un chemin dans un champ de pénitents près du col de Piuquenes lors de sa traversée des Andes entre Santiago au Chili et Mendoza en Argentine. Il nota que la croyance locale attribuait, et attribue encore, leur formation aux forts vents dans ces montagnes.
Le glaciologue français Louis Lliboutry a étudié le sujet et démontré que la condition climatique clé pour l'ablation différentielle qui conduit à leur formation est un point de rosée en dessous de zéro degré Celsius et non le vent. Ainsi, la neige va se sublimer parce que ce changement de phase nécessite un apport d'énergie inférieure à celui de la fusion. Une fois que le processus d'ablation différentiel démarre, la géométrie de la surface produit un mécanisme de rétroaction positive et le rayonnement est piégé par des réflexions multiples entre les parois. Les creux deviennent presque un corps noir pour le rayonnement, tandis que le vent est diminué et conduit à la saturation de l'air, à l'augmentation de la température du point de rosée et au début de la fusion. 
De cette manière, les pics où la perte de masse est due uniquement à la sublimation et les parois abruptes qui interceptent seulement un minimum de rayonnement solaire résistent. Dans les creux, l'ablation est améliorée, conduisant à une croissance vers le bas des pénitents. Un modèle mathématique du processus a été développé par Betterton, bien que les processus physiques à l'étape initiale de la croissance de pénitents, de neige granuleuse à micro-pénitents, restent encore vagues.
En 2006, le phénomène a été reproduit en laboratoire à l’École normale supérieure de Paris à petite échelle et en quelques heures avec les matériaux des boucliers thermiques qui protègent les engins spatiaux lors de la rentrée atmosphérique. La surface est devenue de plus en plus rugueuse, ce qui a perturbé l’écoulement d’air chaud rendant difficile la modélisation du phénomène. L'effet des pénitents sur le bilan énergétique de la surface de la neige et par conséquent leur effet sur les ressources en eau, tant à l'état fondu que la neige, ont également été étudiés par d'autres,.

## Comportement

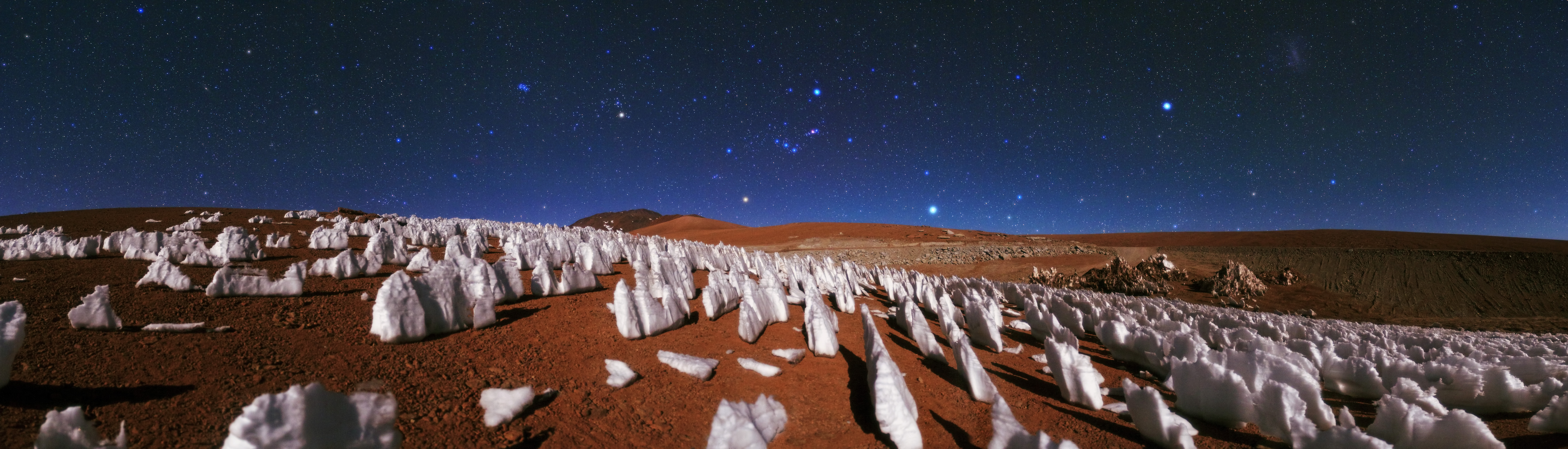
Pénitents isolés sur le sol rouge du désert d'Atacama au Chili.

Comme l'ablation différentielle dépend de la variation du rayonnement solaire, il est favorisé par un angle d'incidence beaucoup plus horizontal de ce dernier et les pénitents de neige ne se forment que sur les pentes orientées vers le soleil (au sud dans l'hémisphère nord et l'inverse dans celui du sud). De plus, comme ils dépendent du point de rosée, il faut de longues périodes sèches et de rayonnement continu. Lors de très longues périodes d'ensoleillement, la neige fond parfois intégralement entre les différentes colonnes.